# Dennis Franzin
Dennis Franzin (* 12. Juli 1993 in Weinheim) ist ein deutscher Fußballspieler.
Franzin besuchte die Wald-Hauptschule in Mannheim-Gartenstadt bis zum Abschluss. Nach Anfängen beim VfB Gartenstadt und ASV Feudenheim spielte er zwischen 2006 und 2013 als offensiver Mittelfeldspieler und Stürmer beim Regionalligisten SV Waldhof Mannheim, wobei er auch in der Oberliga eingesetzt wurde.
Anfang des Jahres 2014 wechselte er zum damaligen Ligakonkurrenten 1. FSV Mainz 05 II, mit dem er in die 3. Liga aufstieg und dort Ende Juli 2014 debütierte. Nach mehreren Verletzungen wurde im Januar 2017 sein Vertrag aufgelöst. In der Rückrunde der Saison 2016/17 wechselte Franzin in die Kreisklasse A zum SC 1910 Käfertal, wo er zudem als Co-Trainer fungierte. Zur Saison 2017/18 kehrte er zurück zum SV Waldhof Mannheim, mit dem ihm als Spieler und Co-Trainer mit der zweiten Mannschaft 2019 der Aufstieg in die Verbandsliga gelang.
Anfang September schloss er sich dem Verbandsligisten VfB Gartenstadt an. In der Saison 2022/2023 wechselte Franzin erneut zum SC 1910 Käfertal in die Mannheimer Kreisklasse-A2. Er feierte dort auf Anhieb die Meisterschaft und den damit verbundenen Aufstieg in die Kreisliga. Darüber hinaus war Franzin mit 31 Treffern bester Torschütze der gesamte Spielklasse.